# サマンサ・スミス
サマンサ・リード・スミス （英語: Samantha Reed Smith、1972年6月29日 - 1985年8月25日）は米ソ冷戦下、アメリカ史上最年少の親善大使となり有名になった少女である。1982年、当時、ソビエト連邦共産党書記長に就任したばかりのユーリ・アンドロポフに手紙を親展したところ、アンドロポフ本人からソ連への招待を含む個人的な返信を受領し、彼女はこれを受託した。
米ソ両国において親善大使としてマスコミから注目を浴び、さらに日本での平和活動を通じ「史上最年少大使」として有名になった。 
また、サマンサは自らの体験をもとに著書を執筆し、連続テレビシリーズ「ライム・ストリート」に出演した。13歳の時、バー・ハーバー航空1808便の墜落事故によって死去した。

## 生い立ち
1972年6月29日にメイン州のホールトンという小さな町に生まれた。父アーサーと母ジェーンとともに加米国境に近いこの小さな町で育った。5歳の時、エリザベス2世に対し、イギリス王室への敬意を表した手紙を出した。
1980年、2年生が終わったところで彼女の家族は同じメイン州のマンチェスターへ引っ越し、マンチェスター小学校に転入した。父はメイン大学オーガスタ校で文学を教えていた。母はメイン州政府のヒューマンサービス局においてソーシャル・ワーカーとして勤務していた。
1982年11月、サマンサが10歳の時に、ソ連共産党書記長であるユーリ・アンドロポフに手紙を出し、ソ連とアメリカの関係がなぜこんなに緊張してしまったのか、を問うた。

## 歴史的背景
1982年11月、ユーリ・アンドロポフがレオニード・ブレジネフの後任として第6代ソビエト連邦共産党書記長に就任した際、西欧メディアはアンドロポフについて一面で大きく取り上げた。記事の多くはアンドロポフが西欧社会の安定に対する新しい脅威として否定的に取り上げていた。アンドロポフは1956年のハンガリー革命時の駐在ハンガリー大使であり、KGBを強化することで築きあげてきたキャリアは反体制主義者に対する抑圧そのものであった。 アンドロポフは「人権運動は帝国主義者たちがソビエト連邦の土台を揺るがすために掲げた陰謀の一部に過ぎない」と公言していたとして知られていた 。
当時、米ソ両国は人工衛星の軌道上から発射可能な武器の開発計画（衛星攻撃兵器、戦略防衛構想など）を進めており国際的な緊張が高まっていた。そのような大規模武装は技術的に可能になりつつあったが、同じ頃、同計画の中止を求める圧力も高まっていた。アメリカではロナルド・レーガン大統領（当時）に対して国内の科学者や武器専門家からロビー活動が高まり、ソ連では世論が高まり過ぎていたため、遂にソ連政府が「宇宙空間の軍事利用を防止することが人類にとって喫緊の課題である」と発表するまでに至っていた。
ヨーロッパや北アメリカ各地で大規模な反核武装デモが頻発する一方で、1983年11月20日にABCが放映した核戦争後の世界を描いた大作ドラマ「ザ・デイ・アフター」は1980年代最大級の社会現象となった。
この頃には米ソデタント政策は事実上形骸化していた。ソ連がSS-20中距離弾道ミサイルを配備し、これに対抗したレーガンも巡航ミサイルとパーシング IIをヨーロッパに配備していた。ソ連のアフガニスタン戦争への介入が3年目に突入していたことも国際的な緊張に一役買っていた。このような状況から、アンドロポフは1982年11月22日発行の『タイム』の表紙を飾った。これを見たサマンサが母に「そんなに皆彼のことを恐れているなら、なぜ誰も本人に直接、戦争をするつもりがあるかどうか聞かないのだろう？」と尋ねたところ、母は「じゃあ、あなたが聞いてみたら？」と答えた。

## 手紙
以下が実際の文面の日本語訳である。

信愛なるアンドロポフ書記長殿、
私の名前はサマンサ・スミスで10歳です。新しく書記長にご就任おめでとうございます。私はロシアとアメリカが核戦争に突入してしまうのではないかと心配でなりません。あなたは戦争をしますか、しませんか？もししないのであれば、どのように戦争を阻止するつもりなのか教えていただけませんか？この質問には答えていただかなくてもいいのですが、でも、なぜあなたが世界征服をしたいのか、それか世界でなくとも我が国を征服したいのか知りたいです。神様は我々が平和に暮らせるようにこの世界を御造りになられました、戦うためではありません。
敬具
"サマンサ・スミス"

この手紙はソ連の新聞『プラウダ』に掲載された。
サマンサはこの手紙が発表されたことを喜んだが、返信が来なかった。このため、在米国ソビエト連邦大使にアンドロポフ書記長が返信をする気があるかどうか手紙で問い合わせることにした。すると、1983年4月26日にアンドロポフから以下の返信が届いた。

信愛なるサマンサへ、
私はあなたの手紙を受け取りました、それは、あなたの国や世界中の他の国から届いた多くの手紙と似た内容のものでした。
あなたの手紙から察すると、あなたはとても勇気があり正直な女の子だと思います。あなたの同胞マーク・トウェインが書かれた『トム・ソーヤーの冒険』に登場するトムの友人、レベッカを思い出させてくれました。この本は我が国でも多くの少年や少女に愛されています。
あなたの手紙では、我々の国の間で核戦争が起きてしまうのではないかと心配していますね。そして、我が国がそれを阻止する手立てをとっているかどうか尋ねています。
これらの質問は考える人間にとって最も重要なものの一つであり、私は真剣に、そして誠意をもって答えたい。
サマンサ、我々ソ連の人々はこの地球上に戦争が起こらないように努力しています。これはソ連人民の願いであり、我々の建国の父レーニンが教えてくれたことです。
ソ連の人々は戦争というものがどんなに悲惨なものかよく理解しています。42年前、世界征服を企んでいたドイツのナチス軍が我々の国を攻撃し、多くの市や町を破壊し、ソ連の何百万人という尊い命を奪いました。
この戦争は我々の勝利に終わりましたが、当時、我々はアメリカと共に連合国の一員として、ナチス侵略者から多くの人を解放すべく、アメリカと共に闘いました。これらの事実はあなたも歴史の授業で習っていることでしょう。そして今日も我々は平和に暮らし、地球上の国々－近隣諸国からアメリカのように偉大な大国とも－ビジネスをしたり協力関係を築きたいと考えています。
アメリカと我が国は核兵器を保有しています。核兵器とは瞬時に多くの人々を殺すことのできる恐ろしい兵器です。しかし、我々はこの兵器の使用を望みません。このため、ソ連は、世界中のどの国に対しても、核兵器の先制使用を絶対にしないと宣言しています。また、我々は核兵器の生産中止を提案し、さらに世界中の核兵器を破棄（非核化）する方向を考えています。
このことがあなたからの二つ目の質問「なぜ我々が世界、またはアメリカに対して戦争を起こそうとしているのか」に対して充分な回答になっていると思われます。我々もそのような状況を望んでいません。我々の国民も－労働者から農民、作家やお医者様も、大人も子供も、政府関係者も、誰も、その大小問わず戦争を望んでいないのです。
我々は平和を望んでいます。我々は現在、例えば麦の生産、建物の建設や開発、本の執筆や宇宙への飛行等他のことで忙しく働いています。我々は我々と世界中の人々のための平和を望んでいます。そして何よりも子供たちやあなた、サマンサのための平和を望んでいます。
あなたの両親の許可が頂ければ、あなたに是非我が国に来ていただきたく招待します。この夏が一番良いでしょう。そうすれば、我々の国を直に見て理解できるようになると思います。我々の同胞とお会いになり、海辺にある国際子供キャンプ（アルテクキャンプ）を訪れてみてください。そして、ソ連の人々がいかに平和と友好関係を望んでいるか、ご自身で判断してください。
末筆ながら、手紙をくれたことに感謝を申し上げ、あなたの人生が素晴らしいものでありますようお祈り申し上げます。
"ユーリ・アンドロポフ"

## ソ連訪問

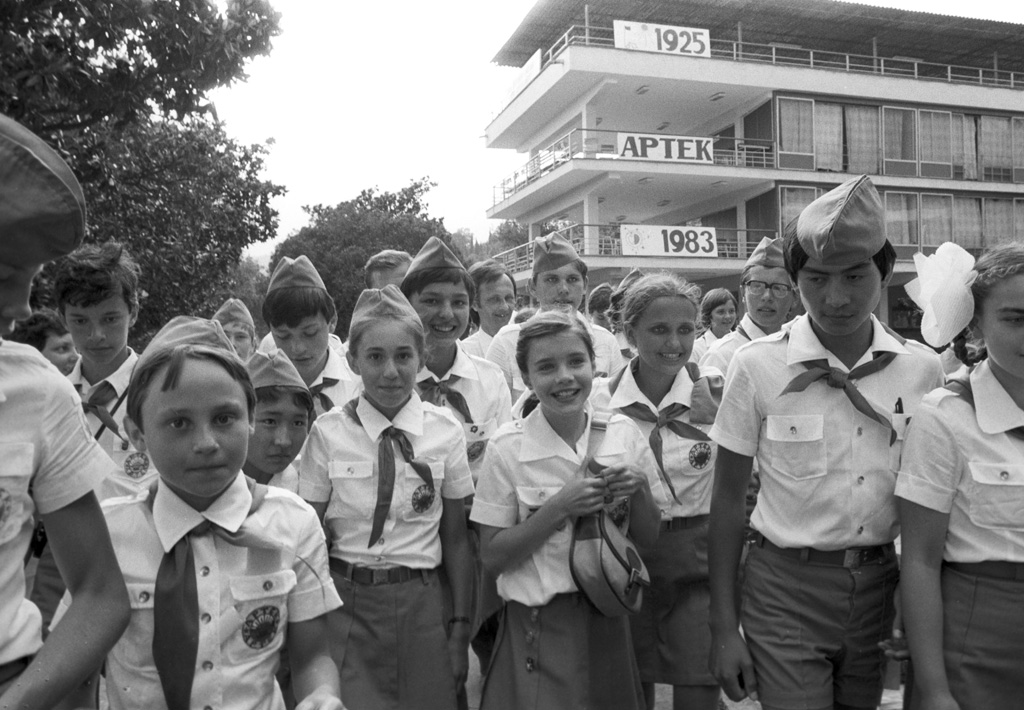
1983年7月のアルテクキャンプにて。中央がサマンサ・スミス

この手紙を受けて、メディアの過熱報道が勃発した。サマンサはテッド・コペルやジョニー・カーソンといった米国の大物ニュースキャスターや司会者からインタビューされ、アメリカの看板ニュース番組に連日登場した。
1983年7月7日にサマンサと両親はモスクワへ旅立ち、アンドロポフの招待客として2週間を過ごした。滞在期間中はモスクワ、レニングラード、及びクリミア半島のグルズフにあるソ連の先駆的な年少者向けキャンプであるアルテクを訪問した。
サマンサは後の著書にて、自分と両親はレニングラードでの友好的な歓迎や人々から贈られたプレゼントに感激したと書いている。モスクワの記者会見で彼女はロシア人が「我々と変わらない」 と話している。
アルテクキャンプでは、予め用意されていた高級な部屋で宿泊するのを断り、他のソ連の子供たちと同じ部屋に滞在することを選択した。意思疎通をしやすいように英語が上手な先生や子供たちが彼女と同じ宿泊棟に移るといった配慮がなされた。サマンサは9人の女子部屋に宿泊し、水泳、ロシア語講座、ロシア民謡や踊り等を楽しんだ。この間に彼女は英語が達者でレニングラード出身のナターシャ・カシリーナをはじめ、多くの友人を得ることができた。
しかし、アンドロポフ本人はサマンサと直接会うことができず、代わりに電話で直接言葉を交わした。当時アンドロポフは体調を著しく崩しており、暫く公の場に登場していなかったことが、後に判明した。アンドロポフはサマンサがソ連を訪問する少し前の1983年6月にソ連の国家元首である最高会議幹部会議長に選出されたが、その受諾演説を行う際は演壇まで歩ける状態に無かったためやむを得ず自席で行っていた他、西ドイツ（当時）のヘルムート・コール首相との首脳会談の際も護衛の補助なしに車から降りることすらままならなかったという。結局、アンドロポフはサマンサがソ連を訪問した約7か月後の1984年2月9日、腎不全のため死去した。
また、サマンサはロシア人で世界初の女性宇宙飛行士ワレンチナ・テレシコワとも電話で会話した。しかし、その時のサマンサは相手が誰だかよく理解しておらず、簡単な会話だけですぐに電話を切ってしまった。
メディアはサマンサに密着取材し、彼女の滞在期間中と後まで、彼女の写真や記事はソ連の主要新聞/雑誌によってと連日取り上げられた。このため、サマンサはソ連市民からも広く知られるようになり、その認知も好感的なものに終始した。他方、アメリカではイベントの真偽に対し疑いが浮上し、人々の中には「アメリカ流のやらせ広報活動」と捉える動きもあった。
1983年7月22日に帰国したサマンサは、メイン州の人々から薔薇にレッドカーペットとリムジンで迎えられるほど、彼女の人気は祖国で熱狂的なものとなっていた。
一方で批判的な人々は、サマンサ本人にその意思がなくとも、知らずのうちにソ連のプロパガンダの道具（レーニンはかつて、彼女らのような広告塔的存在を「役に立つ愚か者」と評したことがある）として利用されていると主張していた。
1983年12月には、引き続き「最年少親善大使」としてサマンサは日本に招待され、日本の中曽根康弘総理（当時）と会い、神戸で開催された国際子供シンポジウムに参加した。同シンポジウムのスピーチの中でサマンサは、毎年2週間ずつ米ソの代表者が孫を交換することを提案し、そうすれば大統領が「孫が訪問している国を攻撃したくなくなるだろう」と主張した。
彼女のソ連訪問は他の子供親善大使を誘発し、ソ連から11歳のカーチャ・リチョワがアメリカを訪問した。
この後、サマンサは『ソビエト連邦への冒険』という本を著した。
サマンサは引き続き有名人としての役割を果たしていった。
1984年にはディズニー・チャンネルの子供向け特別番組『サマンサ・スミスがワシントンへ行く～大統領選挙84～』のホストを務めた。この番組で彼女はジョージ・マクガバーンやジェッシー・ジャクソンといった1984年大統領選挙の候補者にインタビューを実施した。しかしながら、彼女の名声は同時にストーカーを引きつけてしまった。後に女優レベッカ・シェイファーを殺害するに至ったストーカーのロバート・ジョン・バルドは一時スミスをストーキングしていた。
1985年には、サマンサはテレビ連続ドラマ「ライム・ストリート」に俳優ロバート・ワグナーと共に主演した。

## 死去
事故自体の詳細については英語版のBar Harbor Airlines Flight 1808を参照
1985年8月25日、「ライム・ストリート」の撮影を終えたサマンサは父アーサーと一緒にバー・ハーバー航空1808便で自宅に戻る途中だった。同機はルイストン-オーバーン地域空港への着陸時、滑走路直前の木々に激突し、搭乗客全6名及びクルー2名が死亡した。
この事故について多くの憶測・推測が飛び交った。ソ連では本件が事故ではなく故意に墜落させられたものではないかという記事が出回った。
事故調査が行われ、正式な調査報告書は不正・故意の可能性を退けた。同報告書によると、事故は22時5分頃、空港の1.6 km南西地点で発生。「（墜落時の）進入角が比較的鋭角であり、機体姿勢（飛行機の水平度、進行方向等）と墜落時のスピードの関係が生存者がいない原因」だとした。報告書によると主な原因は雨が降っており、パイロットの経験が浅かったためであり、また、同様の事故は起こり得るものであるが、同様の事故による致死率は通常低いものであり、着陸レーダーが故障したものと思われる、としている。
サマンサの死はメイン州オーガスタで行われた葬式で1000人程の参列者からその若い命を惜しまれ、モスクワでは平和のチャンピオンとして賛美された。葬儀にはロバート・ワグナー及び在ワシントン・ソビエト連邦大使館からウラジーミル・クーラギン（Владимир Кулагин）駐米公使（駐米大使はアナトリー・ドブルイニン）が参列し、クーラギン駐米公使はミハイル・ゴルバチョフ書記長からの個人的な弔辞を代理で読み上げた。
レーガン大統領（当時）もサマンサの母ジェーンにお悔やみの手紙を寄せた。以下はその手紙からの抜粋：
"多くのアメリカ人が、本当に何百万という多くの人々が、あなたと同じ悲しみを感じています。彼らはまた、サマンサの素敵な笑顔、彼女の意思、そして彼女の愛くるしい精神を心に留め、彼女を永遠に忘れないでしょう。"
サマンサと父アーサーは、彼女の生誕の地に近いホールトンに埋葬されている。

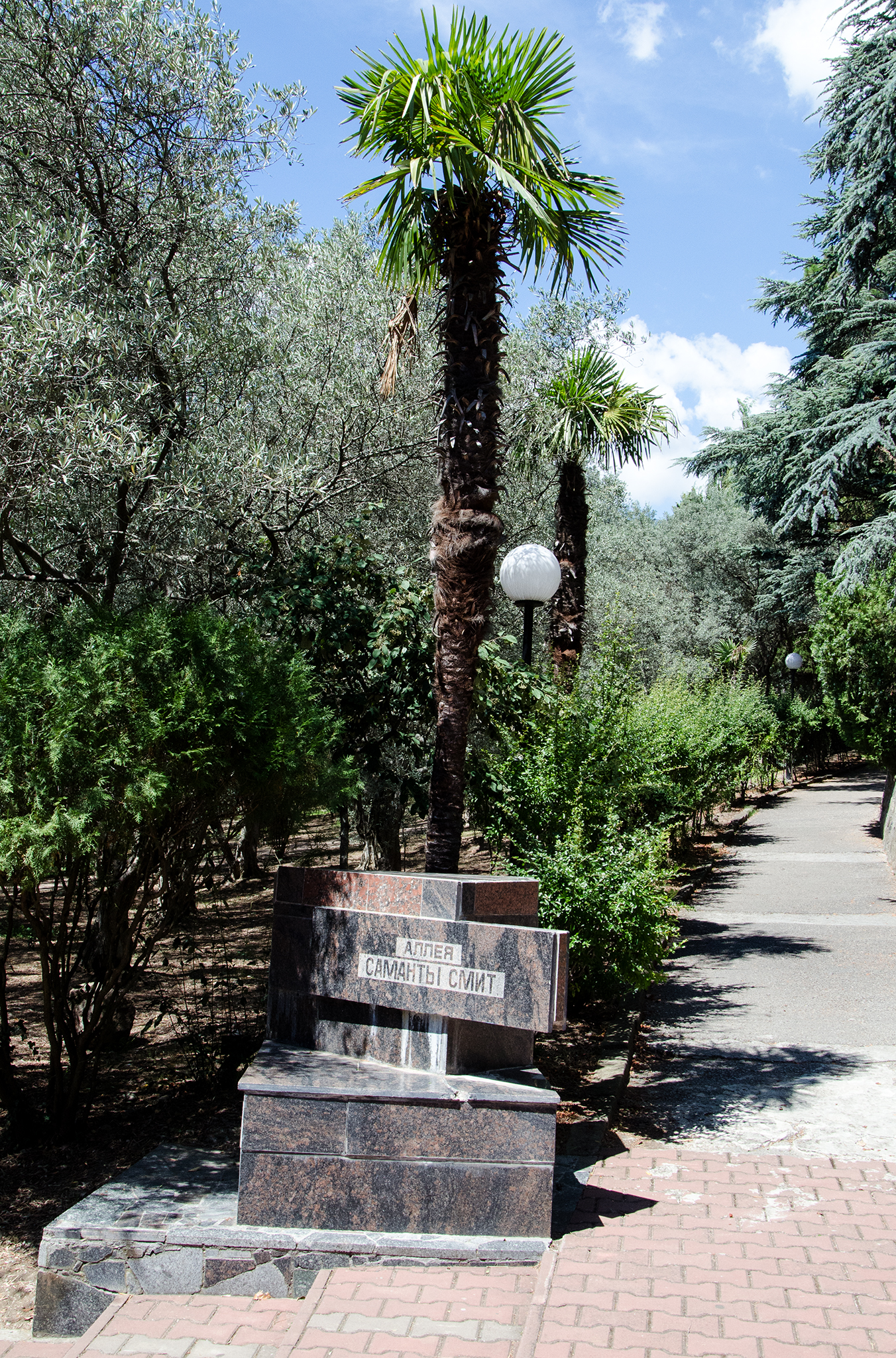
アルテクのサマンサ・スミス通り

## 記念碑など

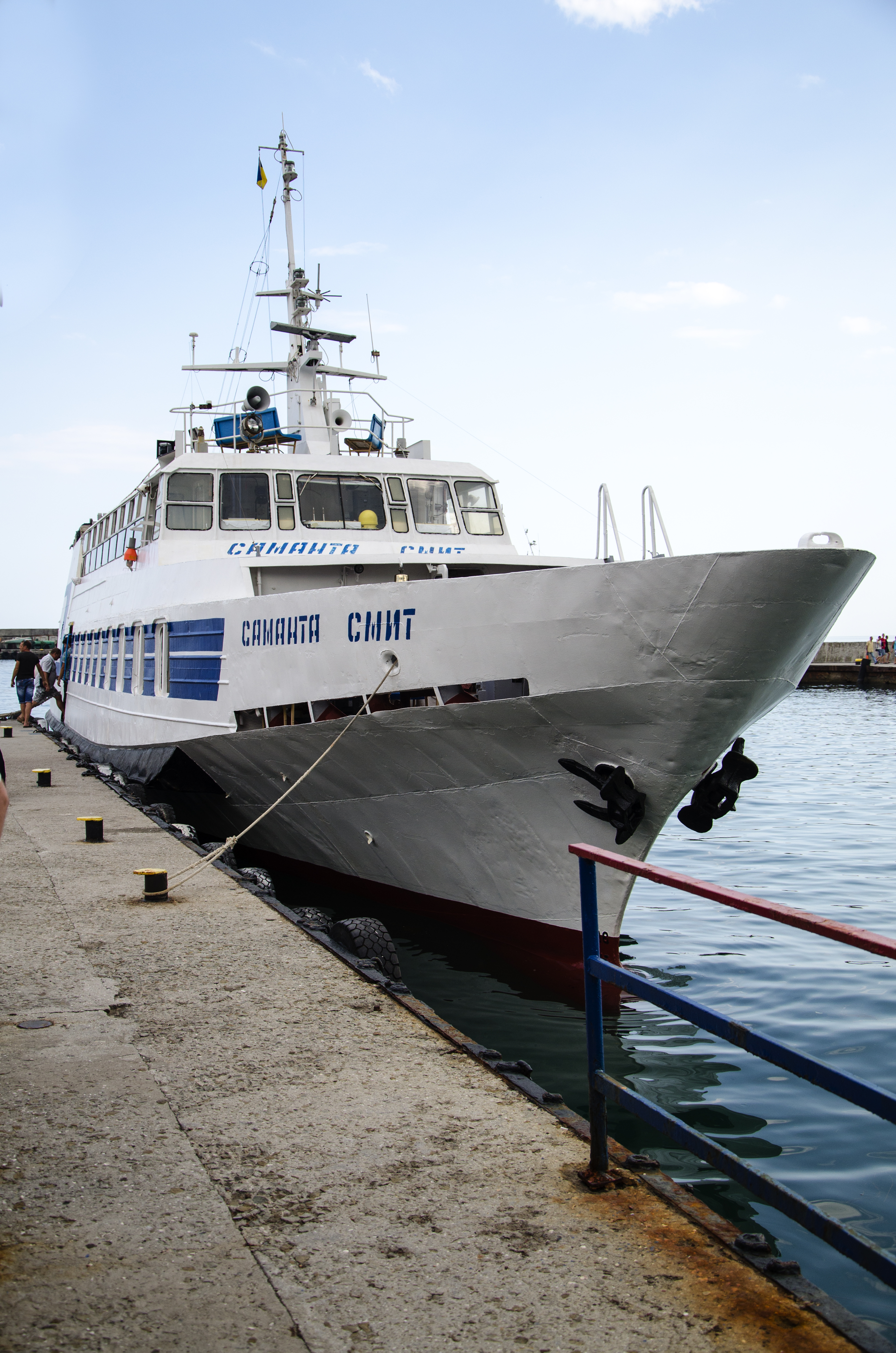
「サマンサ・スミス」の名を冠した遊覧船（グルズフ）

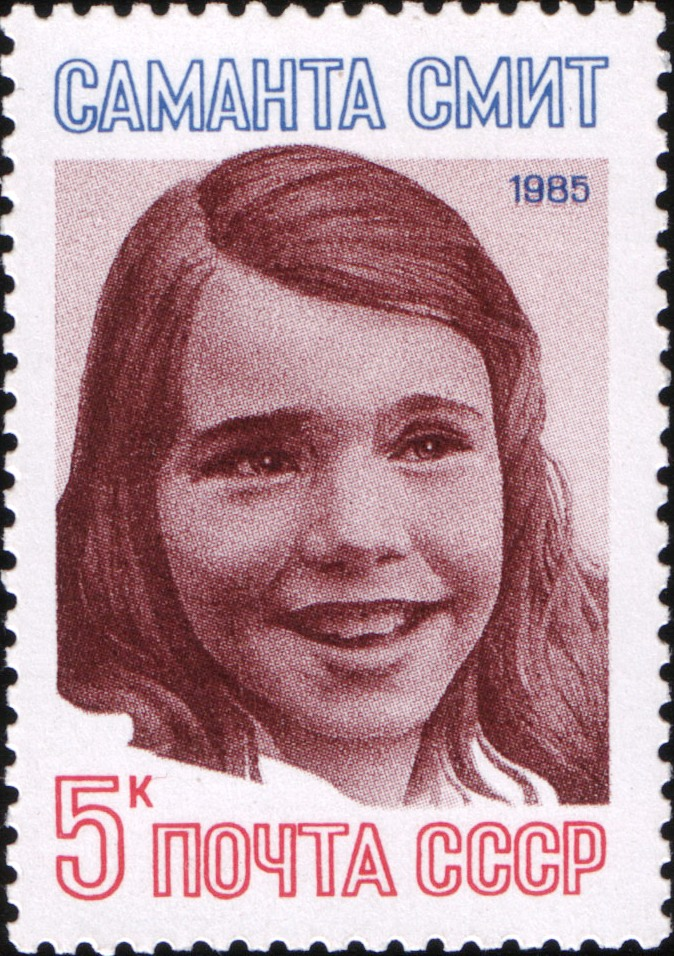
ソビエト連邦より1985年に発行された切手

サマンサの功績は多くの人にから敬意の対象として、特にメイン州やロシア人から進貢が贈られている。
- アルテク少年ピオネールキャンプでは1986年に通りの一つが「サマンサ・スミス通り」に改名された[32]。
- モスクワに彼女の記念碑が建てられたが、同記念碑は1991年のソ連崩壊後多発していた金属泥棒によって2003年に盗まれてしまった。同年、ヴォロネジ在住の定年退職者ヴァレンチン・ボーリンが政府等から支援を得ていないにもかかわらず、個人的にサマンサの記念碑を建てた[33]。
- ソビエト連邦としては、彼女への好意として記念切手を発行している。
- 1986年にはソ連のリュドミーラ・チェルヌイフが小惑星3147を発見した際、「Samantha」と命名した[34][35]。
- デンマーク人作曲家のペア・ノアゴーは1985年、サマンサに因みヴィオラ協奏曲"Remembering Child（あの子を思って）"を発表した[36]。
- 他にもシベリアで発見されたダイヤモンド[37]、旧ソ連内の山[38]、チューリップとダリアの栽培品種、旅客船が彼女への敬意を表して命名されている[1]。
- メイン州では、毎年6月の第一月曜日が「サマンサ・スミスの日」として州法で定められている[39]。
- オーガスタのメイン州立博物館の近くにはサマンサが鳩を放っており、足元に小熊が休んでいる様子を表した彼女の銅像が建てられている[40]。小熊はメイン州とロシアを表している。
- ワシントン州サマミッシュ[41]とニューヨーク州ジャマイカ地区[42]には彼女の名前を冠した小学校がある。
- 1985年10月、サマンサの母ジェーンは「サマンサ・スミス基金」を設立して[43]米ソ間の学生交流を支援していたが、1995年には活動を休止している[17]。